# Pogonarthria fleckii
Pogonarthria fleckii är en gräsart som först beskrevs av Eduard Hackel, och fick sitt nu gällande namn av Eduard Hackel. Pogonarthria fleckii ingår i släktet Pogonarthria och familjen gräs. Inga underarter finns listade i Catalogue of Life.